# Elżbieta Aragońska (królowa Portugalii)
Elżbieta [Izabela] "Święta" Guilhemid-Sunifred z Urgel Aragońska OSC, kataloński Elisabet d'Aragó, port. Isabel (ur. 1271 w Barcelonie lub w Saragossie, zm. 4 lipca 1336) – królowa Portugalii, klaryska, święta Kościoła katolickiego. Znana również jako Święta Królowa Izabela, patronka miasta Coimbra w Portugalii.

## Życie
Była najstarszą córką Piotra III Wielkiego, króla Aragonii,  króla Walencji, hrabiego Barcelony, hrabiego Ribagorzy, hrabiego Cerdagna, króla Sycylii, oraz królowej Konstancji Sycylijskiej (wnuczki cesarza rzymskiego – Fryderyka II). Otrzymała imię po swojej babci ciotecznej – Elżbiecie Węgierskiej, ale w Portugalii odpowiednikiem imienia Elżbieta jest Isabel. Miała pięciu braci, wśród nich królów aragońskich Alfonsa III, Jakuba II i Fryderyka II.
Jako mała dziewczynka, w wieku ok. 11 lat została wydana za maż za króla Dionizego I Portugalskiego, króla Portugalii i Algarve, poetę, znanego jako Rei Lavrador – Król Rolnik – ponieważ uprawiał on lasy niedaleko Leiri. Drewno z tych lasów używane było później do produkcji okrętów wykorzystanych podczas wielkich odkryć geograficznych. Przybyła do Portugalii w 1288 i  24 czerwca w Trancoso odbyła się ceremonia zaślubin. Następnie zamieszkała w pałacu królewskim w Coimbrze.
Para królewska miała dwoje dzieci:
- córka Konstancja, poślubiła Ferdynanda IV Kastylijskiego, zostając królową Kastylii-Leónu,
- syn Alfons, został królem Portugalii jako Alfons IV Dzielny.

Małżeństwo nie należało na najszczęśliwszych gdyż Elżbieta była bardzo pobożna i religijna, natomiast Dionizy - porywczy i lekkomyślny. Dionizy miał również pozamałżeńskie dzieci, a małżonkę lżył i poniżał w obecności swoich kochanek. Ona modliła się o jego nawrócenie, zajmowała się też wychowaniem dzieci swoich, jak i metres króla.
Nieślubny syn Dionizego, Afonso Sanches, był faworyzowany przez ojca. Jego brat przyrodni Alfons, prawowity następca tronu, poczuł się zagrożony i w 1323 ogłosił, że zamierza wystąpić zbrojnie przeciwko ojcu i jego bastardowi. Interwencja Elżbiety pozwoliła zażegnać konflikt mogący zdestabilizować królewstwo.
Dionizy zmarł w 1325 i Alfons odziedziczył tron. Elżbieta udała się na pielgrzymkę do Santiago de Compostela, jadąc na ośle, a ostatni etap pokonując pieszo. Potem zamieszkała w ufundowanym przez siebie klasztorze klarysek Santa Clara-a-Velha w Coimbrze i przywdziała habit zakonu klarysek (o regule opartej na ubóstwie i pomocy chorym oraz biednym), nie składając jednak ślubów, co umożliwiło jej zachowanie majątku, który przeznaczała na dzialalność dobroczynną. 
W 1336 Alfons IV pomaszerował ze swoim wojskiem przeciwko Alfonsowi XI Kastylijskiemu, któremu zarzucił złe traktowanie swojej żony Marii, córki króla portugalskiego. Królowa wyruszyła z misją pokojową, lecz w jej trakcie zachorowała na dżumę i wkrótce zmarła 4 lipca 1336 w Estremoz. Pokój został zawarty dopiero trzy lata po śmierci Elżbiety, dzięki interwencji samej Marii Portugalskiej, na mocy traktatu podpisanego w Sewilli w 1339.
Elżbieta została pochowana w klasztorze Santa Clara-a-Velha w Coimbrze, a grób jej był podobno miejscem  licznych cudów. Wraz z postępującym zalewaniem klasztoru Santa Clara-a-Velha w Coimbrze przez wody rzeki Mondego, w XVII wieku konieczna stała się budowa nowego klasztoru Santa-Clara-a-Nova. W 1677 przeniesiono ciało świętej królowej Izabeli z kamiennego grobowca, w którym spoczywała od 1336, do nowego grobowca ze srebra, który przetransportowano do klaszoru Santa-Clara-a-Nova, gdzie spoczywa po dzień dzisiejszy. 
Została kanonizowana przez papieża Urbana VIII, w 1625. Od 1695 jej święto obchodzono 8 lipca, jednak w 1969 zostało ono przeniesione na właściwy dzień, tj. dzień jej śmierci − 4 lipca.

## Legenda o cudzie róż
Najbardziej znaną historią o świętej królowej Izabeli jest bez wątpienia cud róż. Według portugalskiej legendy królowa opuściła zamek w Leirii pewnego zimowego poranka, aby rozdać chleb najuboższym. Zaskoczona przez władcę, który zapytał ją, dokąd idzie i co niesie w fartuchu, królowa miała wykrzyknąć: To róże, panie! Nieufny król Dionizy zapytał: Róże w styczniu? Królowa Izabela pokazała wtedy zawartość fartucha swojej sukni, a w nim były róże, a nie chleb, który ukryła.
Dokładny czas pojawienia się tej legendy w tradycji portugalskiej nie jest znany. Nie pojawia się ona w anonimowej biografii królowej napisanej w XIV wieku, ale krążyła ustnie po kraju w ostatnich dziesięcioleciach tego stulecia. Najstarszym znanym zapisem jest XV-wieczny ołtarz zachowany w Narodowym Muzeum Sztuki Katalonii. Pierwsza wzmianka pisana pochodzi z 1562. W połowie XVI wieku legenda była już szeroko rozpowszechniona.
Znane są podobne legendy dotyczące ciotki Izabeli ze strony matki, świętej Elżbiety Węgierskiej, św. Kasyldy i św. Zyty.